# Cerkev sv. Andreja, Šentandraž v Labotski dolini
Cerkev sv. Andreja stoji na južnem koncu mesta Šentandraž v Labotski dolini. Od 1228–1859 je bila stolnica Lavantinske škofije. Danes služi kot župnijska cerkev.

## Zgodovina
Prva dokumentirana omemba cerkve sega v leto 1145. Prva omemba župnije v Labotski dolini je iz leta 888 in se nanaša na dve: St. Marein ali Sv. Andrej. Leta 1225 je bila v Sv. Andreju ustanovljena avguštinska moška opatija. Z ustanovitvijo lavantinske škofije leta 1228 pa je postala stolnica, ki je bila ukinjena leta 1798. Leta 1859 je bil sedež nadškofije prenesen v Maribor, del pa priključen škofiji Krka (Dom zu Gurk).

## Opis
Cerkev je triladijska gotska bazilika iz 14. in 15. stoletja. Zunanjost bazilike ima baročne dopolnitve in spremembe, v 19. stoletju pa so jo tudi povečali in preuredili streho temu novemu videzu primerno. Na jugu in severu so dogradili kapele. Kor je podprt s tristopenjskimi oporniki. Romanski zahodni zvonik je masivnejši, kot višji drugi severni zvonik. V predelu zvonov so gotska, delno obnovljena okna s krogovičjem. Na južni strani zahodnega zvonika je romansko trojno okno. Oba zvonika sta približno enake višine in imata koničasto streho iz 19. stoletja. Dva zvonova sta bilo oddana Urbanu Fieringu in sta nosila letnici 1553 ali 1554. Na obeh straneh zahodnega zvonika sta kapeli, severna pozno gotska, južna predvidoma baročna. Tri arkadno vhodno stebrišče na zahodni strani je bilo zgrajeno leta 1876 in je križno obokano. Na severni strani kora dvonadstropni balkon povezuje cerkev z nekdanjo rezidenco škofa. Južno od cerkve je nekdanji dvorec z arkadnim dvoriščem. Tukaj je zanimiv opornik z gotsko oblikovanimi odtoki za deževnico.
Čez štiri obočno ladjo se dviga gotski rebrasti obok iz začetka 15. stoletja. Majhna zgornja okna so danes slepa. Loki stranskih hodnikov so bili razširjeni po odstranitvi podpor v 17. stoletju in imajo dva jarma. Kapela v pritličju severnega zvonika je križno obokana nastala okoli leta 1720 in obdelana s štukaturo. Lesena gotska zahodna galerija je bila narejena leta 1902 (Matthias Slama), orgle so delo Matthewa Mauracherja iz istega leta. Visok, gotski slavolok povezuje ladjo z glavnim korom. Kor je enako širok kot ladja. Je rebrasto obokan iz druge polovice 14. stoletja. Okna s krogovičjem so obnovljena v novogotskem slogu. Dva stranska kora so zazidali. V severnem koru je v rebrastem oboku še vedno prisoten jarem. Preostali rebra so odbili. Južni kor je nastal okoli leta 1400, je križno rebrast na konzolah in zdaj služi kot zakristija. Na območju severno od zahodnega zvonika so odkrili freske iz 15. in 16. stoletja. V kapeli severno od prezbiterija je poznogotska poslikava Križanja in scena Oljske gore iz sredine 16. stoletja. Richard Superberg je v letih 1901/1902 izdelal okna neo-gotskega prezbiterija.

## Oprema
Neo-gotski glavni oltar Mathiasa Slame je bil narejen leta 1902, leta 1908 pa ga je Alois Progar izpopolnil. V osrednji niši je Križanje, kipi apostolov Petra in Pavla pa v stranskih nišah. Kipi so nastali leta 1901, in so delo nekega kiparja iz Münchna. V oltarju stoji tudi lik apostola Andreja.
Nad levi strani oltarne mize je v letu 1730 poslikana oljna slika sv. Avguština v bogato izrezljanem okvirju. Baročni tabernakelj je iz leta. Tabernakelj verjetno izvira iz nekdanjega glavnega oltarja, od katerega je več delov v škofijskem muzeju v Celovcu. Podoba na desni strani oltarja je iz sredine 18. stoletja in kaže v bogato izrezljanem okvirju Marijino oznanjenje. To delo je verjetno ustvaril italijanski baročni slikar Giovanni Battista Tiepolo (kar ni dokazano), v nadškofijo pa je prišlo v času škofa Johanna von Thurn - Valsassina. Tukaj je tudi kip Pietà.
V stranskih kapelah so kipi svetnikov Andreja in Pavla iz 18. stoletja. V severni kapeli je nekdanji oltar z oljno sliko rojstvo Kristusa iz sredine 18. stoletja, kot tudi slika Marjinega vnebovzetja, delo pripisujejo Jacobu Zanussiju.
Korni sedeži so verjetno iz leta 1761, obnovil jih je Johann Roßmann leta 1902. Krstilnik je iz poznega 18. stoletja, kropilnik v preddverju je datiran v leto 1629.

## Nagrobniki
V preddverju stoji iz leta 1520 poznogotski grobni kamnit relief smrti Marije. Na območju severno od zahodnega zvonika je kamnit grob viteza Leonharda Kollnitza († 1517). V prezbiteriju je na steni portret, ki ga je izdelal Philibert Pacobel in kaže Johanna Gambazija in škofa Lorenza von Lichtenberga († 1446), izdelani so v delavnici v Salzburgu. Lorenz von Lichtenberg je bil kratek čas patriah v Ogleju. V zakristiji je grob Martina Sanija († 1689). V severni prečni kapeli je grob škofa Karla Philippa von Furstenberga († 1718). Nasproti je nagrobna plošča škofa Johanna von Thurn - Valsassina († 1762). Portreti nagrobnih kamnov v severni kapeli od prezbiteriju so Theobald Sweinpek († 1463), Leonhard Pewrl († 1536) in Philipp Renner († 1555). V kripti je iz rimskega obdobja nagrobnik sinov Vetucius Super in Severus, ki ga je podaril oče Vetuciusa Tutor.

## Galerija
- Notranjost
- Glavni oltar
- Odtok z žleba
- Nagrobnik smrt Marije